# 塞萊恩湖
47°32′15.756″N 13°1′47.248″E / 47.53771000°N 13.02979111°E

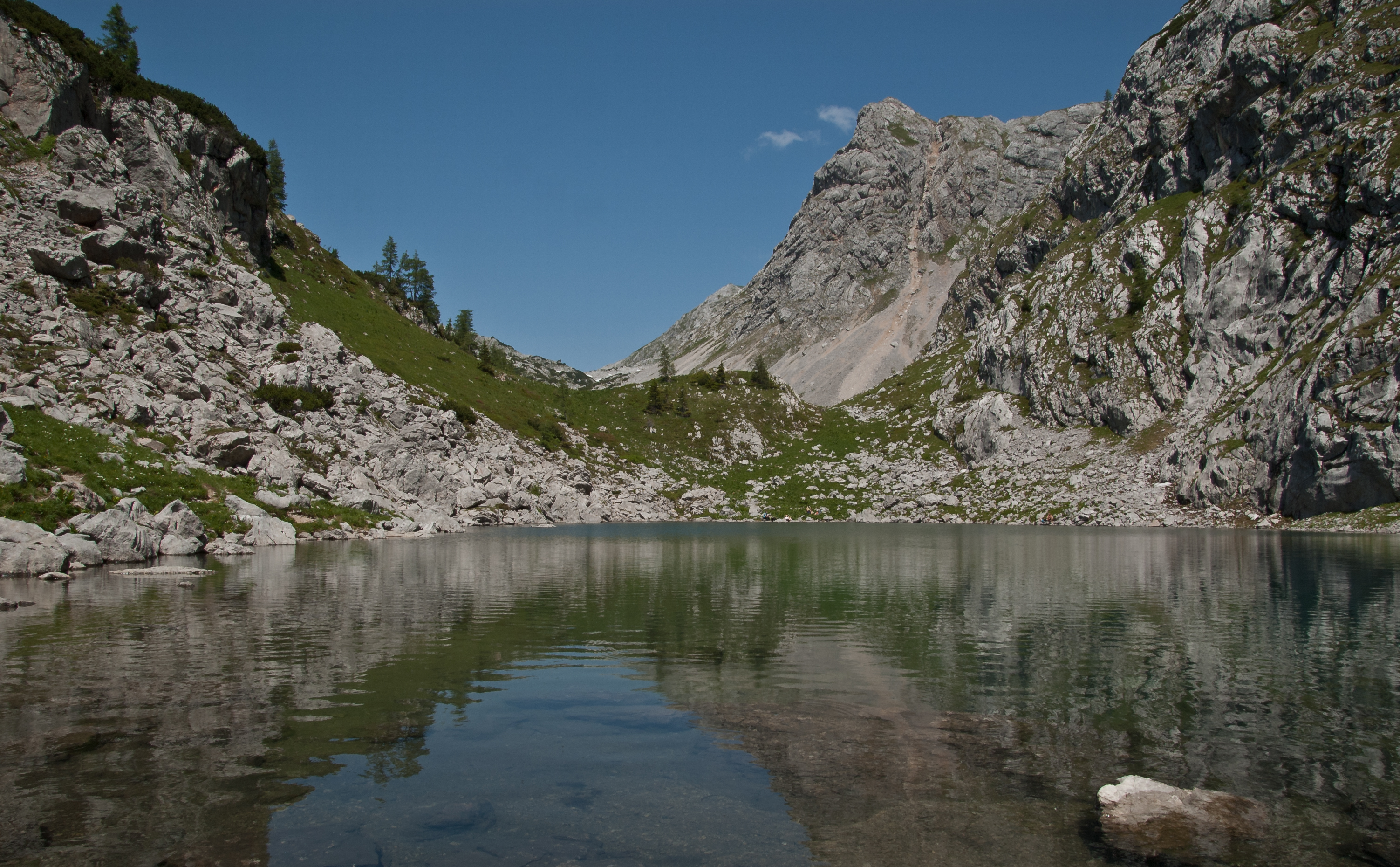

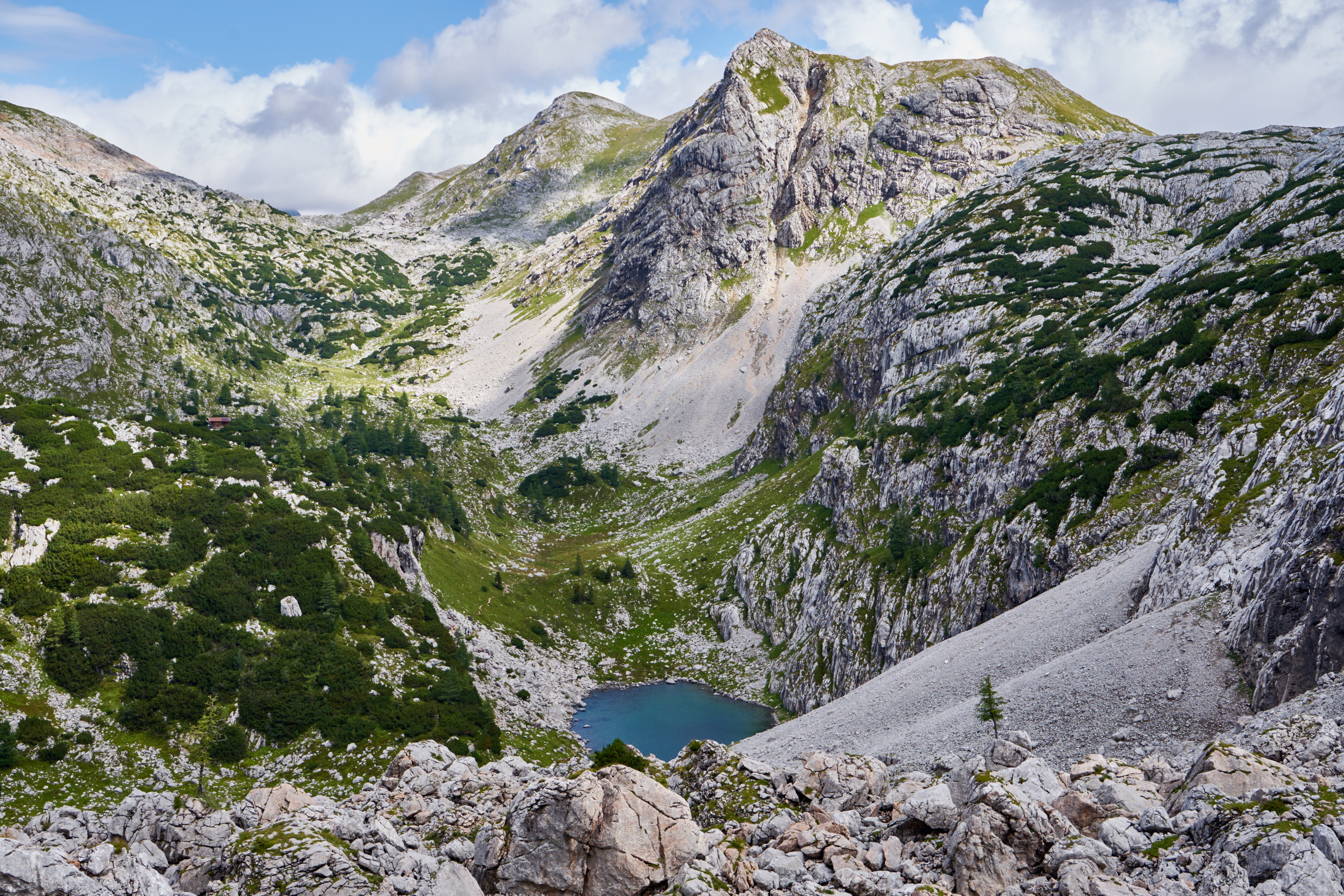

塞萊恩湖（德語：Seeleinsee），是德國的湖泊，位於該國東南部，由巴伐利亞州負責管轄，處於貝希特斯加登阿爾卑斯山脈，長0.11公里、寬0.05公里，面積0.004平方公里，海拔高度1,809米，湖岸線長度0.25公里。